# Jules Noël (konstnär)
Jules Achille (ursprungligen Louis Assez) Noël, född den 24 februari 1815 i Quimper, död den 26 mars 1881 i Algeriet, var en fransk målare.
Noël utbildade sig först i sin hemort (Bretagne), sedan i Paris och gjorde 1843–45 studieresor i Orienten. "Hans landskap och sjöstycken äro ganska tilltalande, men ibland mycket brokiga i färgen", heter det i Nordisk familjebok.